# Qualitative Sociology Review
Qualitative Sociology Review – międzynarodowe czasopismo naukowe, poświęcone socjologii jakościowej, wydawane przez Wydawnictwo Uniwersytetu Łódzkiego.

## O czasopiśmie
Qualitative Sociology Review to międzynarodowy kwartalnik, w którym publikowane są prace empiryczne, teoretyczne i metodologiczne dotyczące wszystkich dziedzin i specjalności w ramach socjologii; afiliowany przy Wydziale Ekonomiczno-Socjologicznym Uniwersytetu Łódzkiego. Wydawcą jest Wydawnictwo Uniwersytetu Łódzkiego. Recenzja tekstów prowadzona jest zgodnie z modelem double blind review. Wszystkie artykuły dostępne są w Otwartym Dostępie (Open Access) na licencji CC BY-NC-ND.

## Redakcja
- Krzysztof Tomasz Konecki, red. naczelny (Uniwersytet Łódzki)
- Łukasz T. Marciniak (Uniwersytet Łódzki)
- Magdalena Wojciechowska (Uniwersytet Łódzki)
- Anna Kubczak, sekretarz redakcji (Uniwersytet Łódzki)
- Piotr Chomczyński, red. statystyczny (Uniwersytet Łódzki)
- Dominika Byczkowska-Owczarek, red. działu recenzji (Uniwersytet Łódzki)
- Magdalena Wojciechowska, red. newslettera (Uniwersytet Łódzki)
- Edyta Mianowska, projektowanie i programowanie WWW (Uniwersytet Zielonogórski)

### Redaktorzy tematyczni
- Leon Anderson (Uniwersytet Stanowy Utah(inne języki), USA)
- Dominika Byczkowska-Owczarek (Uniwersytet Łódzki)
- Anna Kacperczyk (Uniwersytet Łódzki)
- Thaddeus Müller (Uniwersytet w Lancaster, Wielka Brytania)
- Robert Prus (Uniwersytet w Waterloo, Kanada)

### Redaktorzy językowi
- Steven Kleinknecht (Brescia University College, Kanada)
- Geraldine Leydon (Southampton University, Wielka Brytania)
- Antony J. Puddephatt (Uniwersytet Lakehead, Kanada)
- Jonathan Lilly

## Bazy
- CSA Sociological Abstracts
- DOAJ
- EpistemeLinks - Philosophy Resources
- ERIH PLUS
- IBSS (International Bibliography of the Social Sciences)
- ICAAP (International Consortium for the Advancement of Academic Publications)
- Intute (Social Sciences)
- NSDL (The National Science Digital Library)
- ProQuest
- PsyPlexus Directory
- Scopus
- SocINDEX with Full Text
- The SocioWeb Directory
- TD-Net (Network for Transdisciplinarity in Sciences and Humanities)
- Ulrich's Periodicals Directory